# Крамаренко Володимир Миколайович
Володи́мир Микола́йович Крамаре́нко — майор Збройних Сил України.

## Нагороди
За особисту мужність, сумлінне та бездоганне служіння Українському народові, зразкове виконання військового обов'язку відзначений — нагороджений
- орденом Данила Галицького (4.12.2015).